# タラト・ザフェリ
タラト・ザフェリまたはタラト・ジャフェリ（マケドニア語: Талат Џафери, ['talat d͡ʒa'fɛri] 、1962年4月15日 - ）は北マケドニアの政治家、元軍人。2017年から2024年まで議会議長を務め、2024年1月28日から同年6月23日まで首相を務めた。

## 経歴
1962年に、北西部のポロク地方に位置する村フォリノで生まれた。ザフェリはベオグラードとサラエボにあるユーゴスラビア人民軍陸軍歩兵学校の陸軍士官学校で中等教育を受け、2013年に防衛学の修士号を取得した。1985年から1991年まで、ザフェリはユーゴスラビア人民軍の士官を務め、1992年から2001年までマケドニア共和国陸軍士官として勤務。
2001年に発生したマケドニア紛争ではテトヴォ兵舎で佐官として、部隊を指揮。数日後に陸軍から脱走し、民族解放軍のゲリラとなり、出身地のフォリノを偽名として名乗った。紛争終結後、身柄を拘束されるが、オフリド合意で恩赦を受ける。2002年にマケドニア議会に初当選後、2004年から2006年まで、ザフェリは国防副大臣を務めた。2013年にはニコラ・グルエフスキ内閣の国防大臣に任命され、公約として軍隊を「共存、寛容、違いの尊重の象徴」にすることであると述べた。
2017年4月、アルバニア人であったザフェリは民主統合連合の支援を受けてマケドニア議会議長に選出されると、国会議事堂でデモが発生（2017年の北マケドニア議会襲撃）。襲撃でゾラン・ザエフ首相を含む議会議員が負傷し、覆面をした15人のデモ参加者が検挙される事態に発展した。2019年11月26日、アルバニア地震が発生した際、アルバニアのイリル・メタ大統領に哀悼の意を表明。その後、震源地のドゥラスを訪問。
2024年1月28日、5月8日に執行される議会選挙に伴い実質的な選挙管理内閣が樹立され、ザフェリが首相候補に指名された。議会はザフェリの首相就任を賛成65、反対3、棄権52票で承認。
2024年5月8日に投開票された議会総選挙により、保守系野党の内部マケドニア革命組織・マケドニア国家統一民主党連合が大勝し、ザフェリ陣営は下野する見通しとなった。
2024年6月23日、議会が内部マケドニア革命組織・マケドニア国家統一民主党を中心とした３党連立政権を承認し、新たにフリスティヤン・ミツコスキが首相に選出された。
これをもってザフェリは首相の座を譲ることになった。